# Weißnasen-Husarenaffe
Der Östliche oder Weißnasen-Husarenaffe (Erythrocebus patas pyrrhonotus) ist eine Unterart des Husarenaffen, die im südlichen Sudan, im Südsudan, im äußersten Westen Äthiopiens, in Uganda nördlich des Kyogasees und in einigen, voneinander getrennten Regionen in Kenia vorkommt. Die kenianischen Verbreitungsgebiete liegen in den Distrikten Turkana, West Pokot, Busia, Baringo, Laikipia, Nyeri, Makueni und Taita-Taveta. Der Weißnasen-Husarenaffe wurde vom Menschen nach Puerto Rico eingeführt und lebt im Südwesten der karibischen Insel.

## Merkmale
Der Weißnasen-Husarenaffe hat ein längeres Fell als die Nominatform des Husarenaffen. Das Maul und der Bereich um die Augen sind schwarz, die Nase ist weiß. Die weißen Wangen werden durch eine schwarze Linie, die von Ohr zu Ohr oberhalb der Augen verläuft, von den rötlichbraunen Haaren der Kopfoberseite getrennt. Die Spitzen der Ohren sind weiß, das Ohrinnere ist schwarz. Der Rücken und die Flanken der ausgewachsenen Männchen sind rötlichbraun, an den Schultern sind die Haare von brauner, rötlicher und schwärzlicher Farbe, Arme und Beine sind weiß. Bei den Weibchen und bei jungen Männchen ist die Schulterbehaarung kürzer als bei ausgewachsenen Männchen (maximal 5 cm lang). Schulter, Rücken und Flanken sind eher orange oder orangerot, die Gliedmaßen cremefarben und das Maul ist heller.

## Lebensraum und Lebensweise

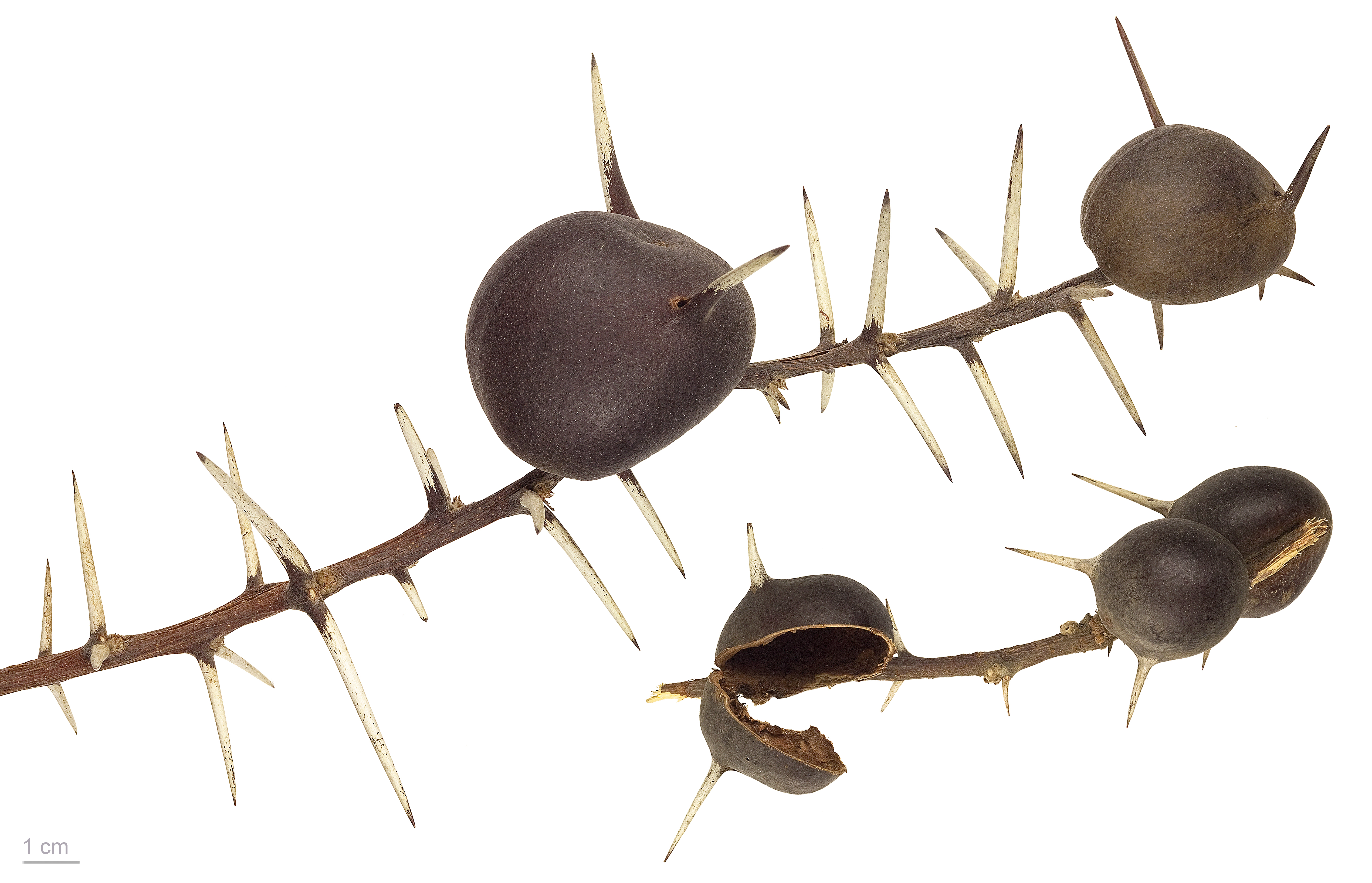
Die verdickten Dornen der Flötenakazie

Der Weißnasen-Husarenaffe kommt in Savannen und in offenem Waldland vor. In Kenia ist die Art anscheinend auf Gegenden mit Vertisolböden beschränkt. Die Flötenakazie (Vachellia drepanolobium) ist dort der häufigste Baum und die Lampenputzergräser P. mezianum und P. stramineum und das Süßgras Themeda triandra sind die dominierenden Gräser. Im Murchison-Falls-Nationalpark im Nordwesten Ugandas lebt der Weißnasen-Husarenaffe in offenen Wäldern mit einem Bestand von Flötenakazien, dem Tamarindenbaum (Tamarindus indica) und Combretum aculeatum. Weißnasen-Husarenaffen leben in kleinen bis größeren Gruppen. Im Murchison-Falls-Nationalpark beträgt die Gruppengröße 5 bis 31 Individuen, auf dem kenianischen Laikipia-Plateau sind es 13 bis 56 Tiere. Die große, 31 Einzeltiere umfassende Gruppe im Murchison-Falls-Nationalpark bewohnte ein Territorium von 52 km². Die Affen schlafen bevorzugt auf Flötenakazien, und mit Ausnahme von Weibchen mit unselbständigen Jungen schläft jedes Tier einer Gruppe auf einem eigenen Schlafbaum. Die Flötenakazie wird auch aufgesucht um Baumsäfte aufzulecken und um Crematogaster-Ameisen und deren Larven und Eier zu fressen. Die Ameisen und ihre Larven und Eier klauben sie aus den verdickten Dornen der Akazie. Da die Ameisen sehr wehrhaft sind, wechseln die Weißnasen-Husarenaffen für gewöhnlich den Baum, nachdem sie zwei bis drei Dornen aufgebrochen haben. Außerdem fressen sie Blüten, Blätter, Triebe, Früchte, andere Gliedertiere und kleine Wirbeltiere, wie Geckos, Vogelnestlinge und Vogeleier. Weißnasen-Husarenaffen müssen täglich trinken und können in Gegenden ohne Zugang zu offenem Wasser nicht leben.

## Gefährdung und Schutz
In Kenia schrumpfte der Lebensraum des Weißnasen-Husarenaffen von 88.800 km² im Jahr 1995 auf 48.200 km² im Jahr 2008. Heute sind die Einzelpopulationen voneinander isoliert und der Lebensraum ist fragmentiert. Grund ist die Gewinnung von Ackerland durch Kleinbauern und die Abholzung der Flötenakazie um Holzkohle zu gewinnen. Die größte Population der Weißnasen-Husarenaffen in Kenia lebt auf dem Laikipia-Plateau. Die Situation in Uganda und dem übrigen Verbreitungsgebiet ist nicht genau bekannt. Es wird jedoch vermutet, dass der Weißnasen-Husarenaffe auch hier Lebensraum durch die wachsende menschliche Bevölkerung verliert. In den Nationalparks Kidepo-Valley und Murchison-Falls in Uganda ist der Weißnasen-Husarenaffe geschützt. In Kenia gibt es keinen Nationalpark im Lebensraum des Weißnasen-Husarenaffen.